# Presbytère de Carantilly
Le presbytère de Carantilly est un bâtiment à vocation ecclésiastique catholique situé dans le département français de la Manche, sur la commune de Carantilly.

## Historique
Le presbytère a été construit au XVIIIe siècle peu après la construction du château de Carantilly ; il a été inscrit en totalité au titre des monuments historiques par arrêté du 15 juillet 2009. 